# أونتاريو الشرقية
أونتاريو الشرقية (تعداد السكان 1,603،625 نسمة عام 2006) هي منطقة ثانوية من مقاطعة أونتاريو، تقع في منطقة على شكل إسفين بين نهر أوتاوا ونهر سانت لورانس. تشترك في حدود مائية مع كيبيك إلى الشمال وولاية نيويورك إلى الشرق والجنوب، إضافة إلى حدود برية صغيرة مع منطقة كيبيك شرقاً.
قد يُشار إلى المنطقة أحياناً بـ«أونتاريو الشرقية الجنوبية» للتفريق بينها وبين منطقة أونتاريو الشمالية.

## المناخ
مناخ أونتاريو الشرقية قاري رطب مع اختلاف موسمي كبير. الثلج مهيمن خلال فصل الشتاء. حيث يهطل على أوتاوا حوالي 250 سم (100 إنش) من الثلوج بالمتوسط ويبقى الثلج لبضعة أشهر.
فصل الشتاء طويل ويحتفى به في أونتاريو الشرقية. متوسط درجة الحرارة في شهر كانون الثاني (يناير) هو -6 درجات مئوية (21 درجة فهرنهايتية).
في السنوات الأخيرة، تغيّر نمط هطول الثلوج حيث أصبح الهطول في فترات متباعدة حتى في منتصف الشتاء، إذ يمر وقت طويل بين الهطول وسابقه.
في شتاء عام 2008، كانت مستويات سقوط الثلوج قياسية.
العواصف الثلجية شائعة نسبياً، خاصة في المناطق المنخفضة مقارنة بأجزاء أخرى من البلاد. عام 1998، تسببت إحدى العواصف الكبيرة بانقطاع التيار الكهربائي بشكلٍ كبيرة وأثرت على الاقتصاد المحلي. الشتاء أكثر شدة وأطول على طول نهر أونتاريو خاصة في المناطق العليا من مقاطعة رينفريو.
الصيف دافئ إلى حدٍ ما ورطب في وادي أوتاوا ونهر سانت لورانس، ويستمر لفترة أطول قليلاً من فصل الشتاء. متوسط درجة الحرارة القصوى في تموز (يوليو) يبلغ 27 درجة مئوية (80 درجة فهرنهايت). تتجاوز درجات الحرارة أحياناً 35 درجة. تكون العواصف الرعدية شديدة في بعض الأحيان، ما يتسبب بأضرار في الأشجار والممتلكات.
فصلا الربيع والخريف متباينان، وهما عرضة لتباين كبير في درجات الحرارة وتذبذبات لا يمكن التنبؤ بها. متوسط الهطول المطري السنوي حوالي 950 مم (37 بوصة).

## الجغرافيا

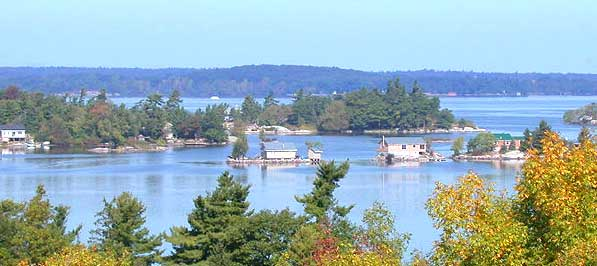
ثاوزند آيلاندز

الجزء الشرقي من أونتاريو الشرقية، الذي يقع إلى الشرق والجنوب الشرقي من أوتاوا ويتضمن مدن كورنوال وإمبرون، وهاوكيسبيري هو سهل منبسط تتخلله الأهوار والمستنقعات، لكن الأرض زراعية بالمقام الأول. بعض الأراضي هنا عرضة للفيضانات المنخفضة والجليد خاصة ضفاف نهر الأمة الجنوبي.
مرتفعات لورنتيان التي تشكل جزءاً صغيراً من الدرع الكندي تمر عبر القسم الغربي من واي نهر أوتاوا العلوي باتجاه نهر سانت لورنس. يمكن أن ترى هذه الصخور الرسوبية تنحني فوق درع. هذا هو الجزء الذي تتركز فيه البحيرات الداخلية.
على طول الحافة الغربية المتطرفة من أونتاريو الشرقية، تستمر مرتفعات لورنتيان، وتعرف هنا باسم تلال أوبيونغو وتتضمن مرتفعات أونتاريو الجنوبية. وتمتد إلى الأجزاء الشمالية من أونتاريو الوسطى بالقرب من منتزه ألغونكوين الإقليمي.
تقع أوتاوا نفسها عند التقاء نهر ريدو ونهر أوتاوا. ثمة سلسلة من المنحدرات الوعرة والشلالات على طول هذه الأنهار في أوتاوا. أساس معظم الصخور الكامنة في مدينة أوتاوا من الحجر الجيري. استخدم الحجر الجيري أثناء بناء قناة ريدو التي تربط كينغستون بأوتاوا مائياً، واستخدم بكثافة في البناء.

## التعليم

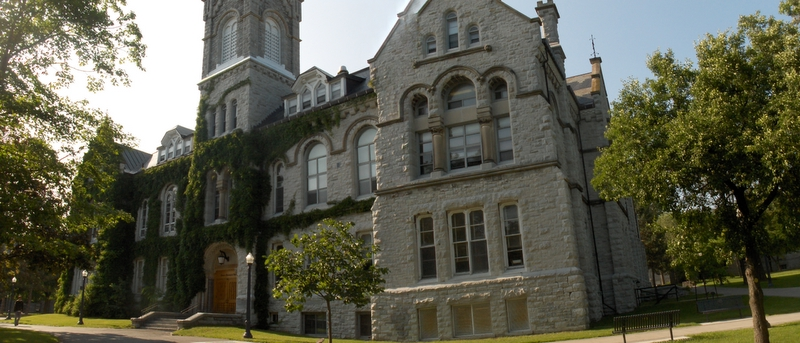
قاعة كوينز للتكنولوجيا

تضم المنطقة عدة جامعات والكليات، بما فيها جامعة كارلتون وجامعة كوينز والكلية العسكرية الملكية وجامعة أوتاوا وجامعة سانت بول وكلية ألغونكوين وكلية سانت لورانس.
لكلية ألغونكوين حرم جامعي في أوتاوا وبيرت وهاوكيسبيري ورينفريو، في حين أن كلية سانت لورنس لها حرم جامعي في كورنوال وكينغستون وبروكفيل.

## قائمة المناطق الحضرية في أونتاريو الشرقية
- Arnprior
- بيلفي (أونتاريو)
- بروكفيل (أونتاريو)
- كارلتون بلاس (أونتاريو)
- كورنوال (أونتاريو)
- Embrun
- Gananoque
- غريتر ناباني
- هاوكيسبيري (أونتاريو)
- لوياليست (أونتاريو)
- كينغستون (أونتاريو)
- ميسيسيبي ميلس (أونتاريو)
- أوتاوا
- بيمبروك (أونتاريو)
- بيرث  [لغات أخرى]‏
- بيتاواوا (أونتاريو)
- بريسكوت  [لغات أخرى]‏
- برنس ادوارد (أونتاريو)
- قوينت ويست (أونتاريو)
- رنفرو  [لغات أخرى]‏
- Rockland
- روسيل (أونتاريو)
- سميث فولس (أونتاريو)